# 国立病院機構高知病院
独立行政法人国立病院機構高知病院（どくりつぎょうせいほうじんこくりつびょういんきこうこうちびょういん）は、高知県高知市にある医療機関。独立行政法人国立病院機構が運営する病院である。旧国立高知病院。政策医療分野における免疫異常の基幹医療施設、がん、成育医療、呼吸器疾患（結核含む）、重症心身障害、腎疾患、長寿医療の専門医療施設であり、ほかに高知県災害拠点病院として災害医療の分野を、エイズ治療拠点病院としてエイズの分野を担っている。

## 沿革
- 1946年1月31日 - 朝倉陸軍病院を国立高知病院に改組[2]。
- 1950年3月22日 - 昭和天皇が行幸（昭和天皇の戦後巡幸）[3]。
- 2000年10月1日 - 国立高知病院と国立療養所東高知病院（高知市池65）が国立高知病院の地で統合、国立高知病院発足。
- 2001年1月6日 - 厚生労働省に移管。
- 2004年4月1日 - 独立行政法人国立病院機構発足に伴い、現名称に変更。
- 2011年3月17日 - 高知県災害拠点病院の指定を受ける[4]。

## 診療科
- 内科
- 精神科
- 神経内科
- 呼吸器科
- 循環器科
- 消化器科
- アレルギー科
- リウマチ科
- 小児科
- 外科
- 整形外科
- 脳神経外科
- 呼吸器外科
- 小児外科
- 皮膚科
- 泌尿器科
- 産科
- 婦人科
- 眼科
- 耳鼻咽喉科
- 放射線科
- 歯科
- 麻酔科

## 関連施設
- 高知病院附属看護学校
- 高知県立高知江の口特別支援学校国立高知病院分校[注釈 1]

## 周辺の施設
- 高知学芸中学校・高等学校
- 高知県立療育福祉センター
- 高知市立朝倉小学校
- 高知市立朝倉第二小学校
- 高知市立朝倉中学校
- 高知大学朝倉キャンパス

## 交通アクセス
- JR四国土讃線朝倉駅・とさでん交通伊野線朝倉駅前停留場下車、徒歩約10分。
- 高知市内よりとさでん交通朝倉駅前経由高岡行き・朝倉駅前経由八田行き・朝倉駅前経由天王ニュータウン行きバスにて国立病院前下車。